# تدرج فضي

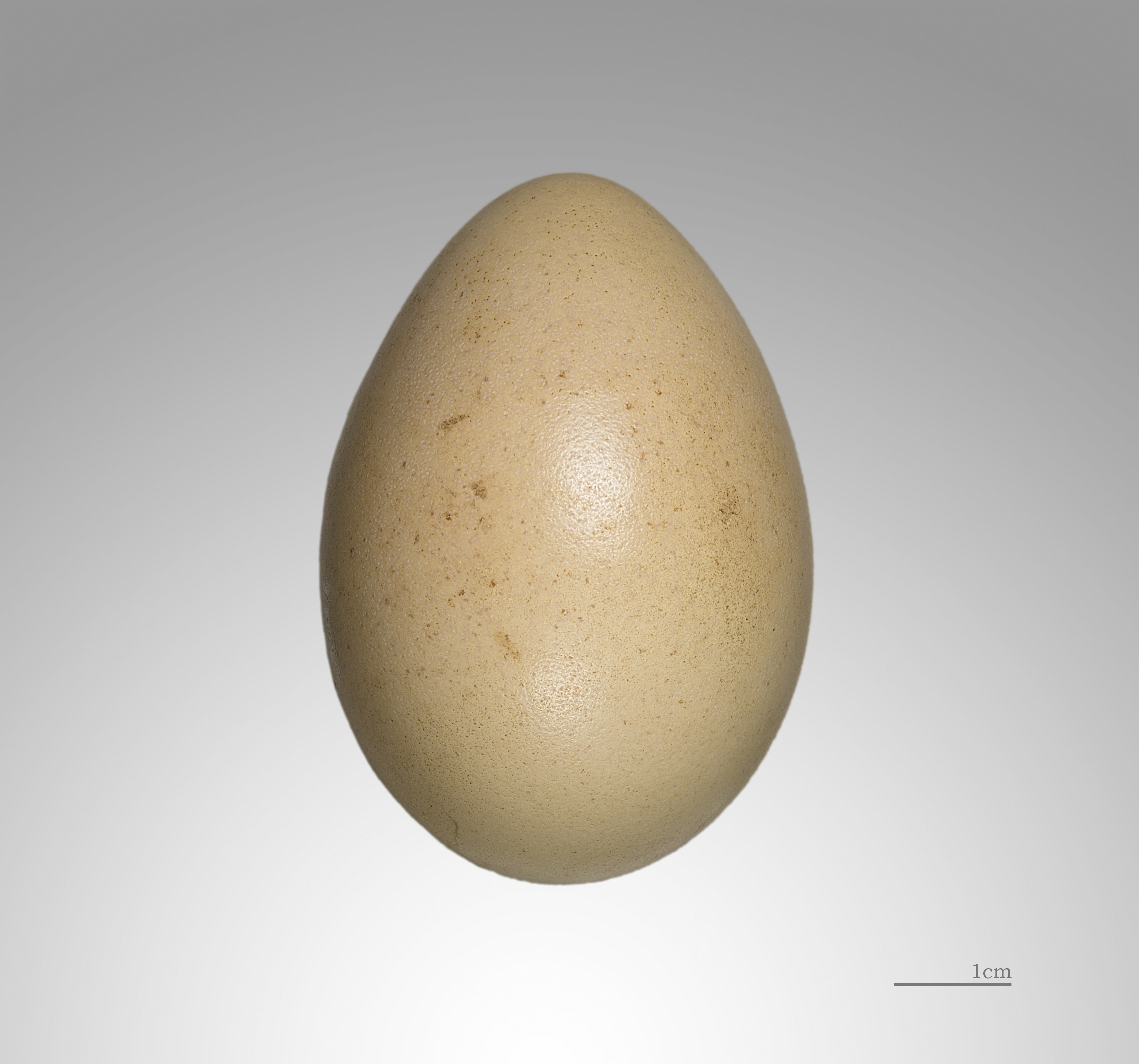
Lophura nycthemera

تدرج فضي أو فزان فضي (الاسم العلمي: Lophura nycthemera) (بالإنجليزية: Silver Pheasant)‏ هو طائر ينتمي إلى سماني (فصيلة: Phasianidae).